# Rebel·lió dels bòxers
L'Aixecament Yihétuán (xinès tradicional: 義和團之亂, xinès simplificat: 义和团之乱, pinyin: Yìhétuán zhī luàn, literalment 'rebel·lió dels punys rectes i harmoniosos', o xinès tradicional: 義和團匪亂, xinès simplificat: 义和团匪乱, pinyin: Yìhétuán fěi luàn), anomenat a Occident la revolta dels bòxers, va ser un moviment contra la influència comercial, política, religiosa i tecnològica dels occidentals a la Xina, que tingué lloc durant els últims anys del segle xix, des de novembre de 1899 fins al 7 de setembre de 1901. L'agost del 1900, prop de 230 estrangers, milers de xinesos cristians, un nombre desconegut de rebels, els seus simpatitzants i altres xinesos havien mort en la revolta i la seva repressió.

## Antecedents

### Guerres itractats desiguals
El 1840 va esclatar la Primera Guerra de l'Opi entre la Gran Bretanya i la Xina. Aquesta i la Segona Guerra de l'Opi foren causades per les disputes sobre el comerç de l'opi a la Xina, que el govern xinès tractava de prohibir. Els britànics no pensaven renunciar al negoci de la droga, que era conreada en grans extensions en l'Índia i exportada més tard a tot el Sud-est asiàtic. Després de la fàcil derrota de l'exèrcit xinès, els britànics van obligar el govern imperial a cedir-los l'illa de Hong Kong a perpetuïtat (a la qual més tard es van agregar la península i illes adjacents), a permetre les importacions d'opi i a obrir una sèrie de ports al comerç estranger.
En aquesta mateixa època, francesos, russos i japonesos van començar a augmentar la seva influència sobre la Xina. A causa de la seva inferioritat econòmica i militar, la dinastia Qing va ser obligada a signar nombrosos acords que serien coneguts com els "Tractats Desiguals". Entre aquests hi ha el Tractat de Nanjing (1842), el Tractat d'Aigun (1858), el Tractat de Tianjin (1858), la Convenció de Pequín (1860), el Tractat de Shimonoseki (1895), la Convenció per a l'arrendament de la península de Liaotung i la Segona Convenció de Pequín (1898).
La Xina va tornar a perdre una altra gran guerra, aquesta vegada contra el Japó, el 1895. L'enfrontament, particularment violent, es va saldar amb la pèrdua de la Península de Corea, les illes Pescadors i Taiwan, a més del pagament de fortes indemnitzacions i concessions comercials als vencedors. Tot això es va traduir en una important crisi econòmica a tot el país.

### Moviment antioccidental

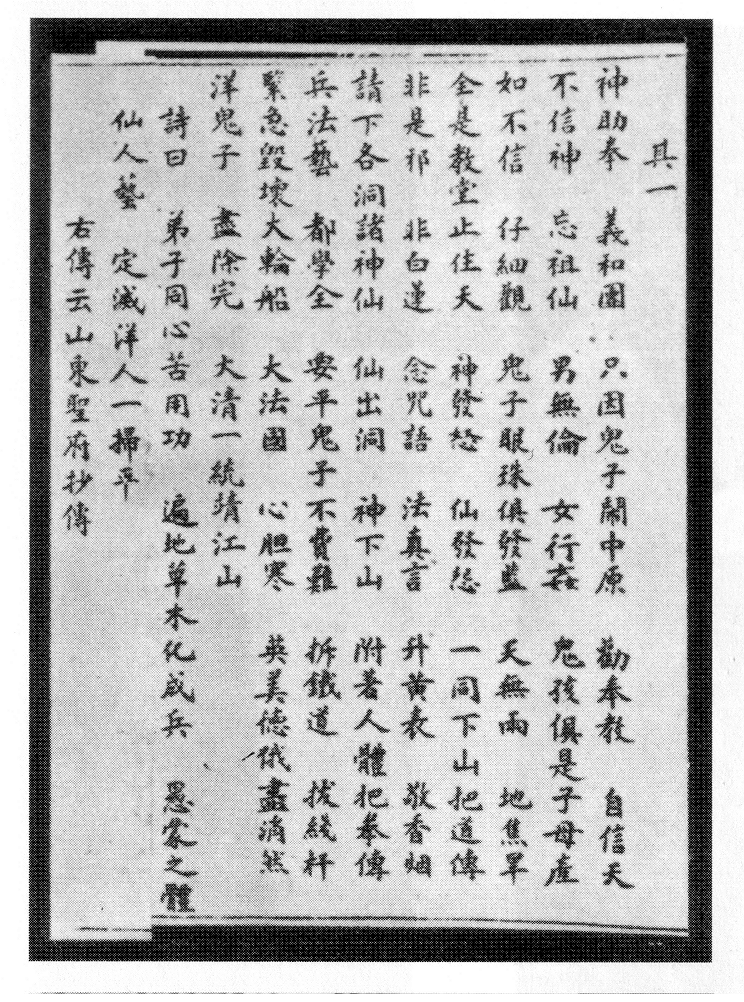
Pamflet antioccidental imprès en 1899, durant la rebel·lió dels bòxers.

Des de l'occident a l'orient, els tractats van ser considerats fortament injustos per molts xinesos, i cresqué el seu odi cap als forans així com la seva desaprobació cap al govern imperial, el prestigi del qual havia quedat en dubte amb les derrotes militars davant la Gran Bretanya i el Japó. Aquests fracassos, units a la pèrdua de gran quantitat de territori sense gairebé discussió (Hong Kong, Taiwan, Corea, la regió de l'Amur, Sakhalín, parts de Mongòlia exterior i Àsia central…) van causar una forta commoció en el poble, fins llavors immers en la idea fictícia d'una superioritat absoluta de l'estat xinès enfront d'uns bàrbars estrangers als quals es menyspreava. Aviat van començar a córrer rumors sobre crims realitzats impunement pels estrangers, davant els quals el submís emperador preferia fer els ulls grossos. La gran arribada de missioners occidentals després de la derrota xinesa també va causar friccions amb l'Església Catòlica. A Guizhou, les autoritats locals van manifestar el seu desconcert davant la visió d'un cardenal que era transportat en una llitera amb la decoració pròpia d'un governador regional. Totes aquestes desconfiances van desembocar en nombrosos brots de desobediència civil en gran part del país a la fi del segle xix, i es van registrar agressions contra estrangers i xinesos convertits al cristianisme.
L'aixecament popular va ser impulsat per un grup conegut com els Yihetuan o "Punys rectes i harmoniosos" (義和拳), dits bòxers pels anglesos (en referència a la boxa), a causa del ritual d'arts marcials que practicaven i que, segons ells, els feia immunes a les armes. Eren un grup que es va oposar inicialment a la dinastia manxú dels Qing però més tard s'hi va i que es va concentrar al nord del país, on les potències europees havien començat a exigir concessions territorials, ferroviàries i mineres. El novembre de 1897, l'imperi Alemany va respondre a la mort de dos missioners en la província de Shandong apoderant-se del port de Qingdao. Al mes següent, una esquadra russa va prendre possessió de Lüshun, al sud de Liaoning. Gran Bretanya i França els van seguir i van prendre possessió de Weihai i Zhanjiang, respectivament.

## La revolta
Els bòxers van començar a incrementar la seva activitat a Shandong el març de 1898. El detonant de la rebel·lió va ocórrer en un petit llogaret de la província, on uns missioners demandaven el lliurament d'un temple local que segons ells era una antiga església catòlica confiscada per l'emperador Kangxi (1661-1722), en forta oposició als vilatjans. Les autoritats locals van intervenir en el conflicte, van fallar a favor dels missioners i els van lliurar el control de l'edifici. Com a resposta, els camperols es van revoltar i van atacar la reconstituïda església sota el comandament dels bòxers.

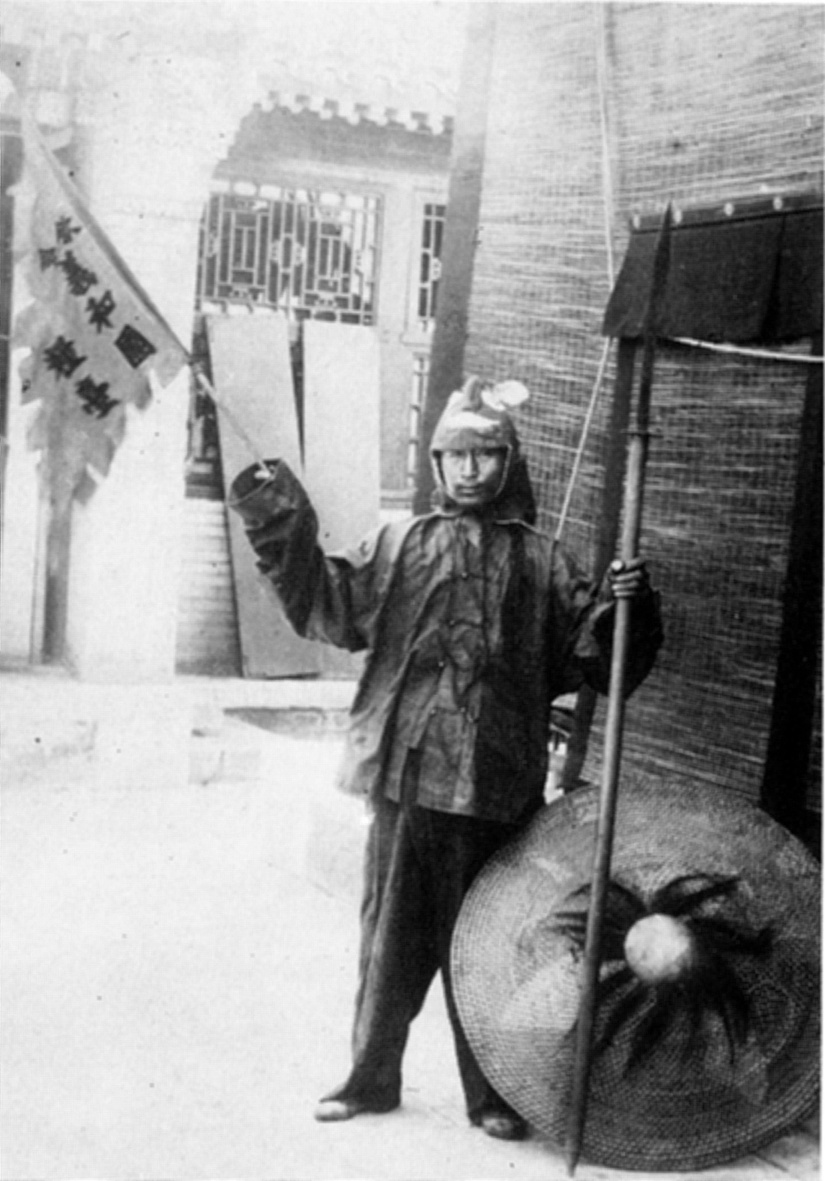
Guerrer bòxer el 1900

L'extensió de la rebel·lió va coincidir amb la Reforma dels cent dies (de l'11 de juny al 21 de setembre de 1898), impulsada per l'emperador Guangxu amb la finalitat de modernitzar l'administració, cosa a la qual s'oposava fortament la seva tia, l'emperadriu Cixi. Després d'una primera derrota dels bòxers a les mans de l'exèrcit xinès en el mes d'octubre, els rebels van acatar l'autoritat imperial o, amb més exactitud, la de Cixi, qui va decidir usar-los com mitjà per a destruir tota influència estrangera a la Xina. Així, el govern xinès, fortament controlat per l'emperadriu, va dictar diverses lleis en favor dels bòxers a partir de gener de 1900, mentre que aquests van concentrar els seus atacs contra els missioners i conversos al Cristianisme. Les creixents protestes dels governs occidentals van ser desoïdes.
Al juny d'aquell any, els bòxers (als quals es van sumar soldats imperials) van atacar destacament occidentals a Tianjin i Pequín. Les ambaixades estrangeres a la capital, a les quals havien fugit els seus ciutadans residents a Pequín, es van convertir aviat en objectiu dels bòxers. La majoria de les delegacions es trobaven ben protegides per les seves pròpies muralles i la proximitat a la Ciutat Prohibida, on, paradoxalment, havien estat construïdes per ordre de l'emperador amb la finalitat de tenir-les sota vigilància permanent. Les delegacions de la Gran Bretanya, França, els Països Baixos, els Estats Units, Rússia i Japó, de fet, compartien el mateix complex defensiu, i a només uns carrers de distància es trobaven les de Bèlgica i Espanya, des d'on van arribar els seus representants per a posar-se fora de perill.

## L'incident bòxer
No va poder fer el mateix la delegació alemanya, de constitució més recent i per això situada en l'altre extrem de la ciutat. A les 8h del matí del 20 de juny, l'ambaixador alemany Klemens von Ketteler, acompanyat del seu intèrpret, altres diplomàtics i una escorta armada va fer cap al Zongli Yamen (Ministeri d'Afers Exteriors xinès). En arribar a l'extrem occidental del carrer Xizhongbu Hutong, tot just a una illa de cases del ministeri, es van trobar unes tropes de la brigada de la Guàrdia Imperial, que va disparar contra la comitiva, ferint de mort Von Ketteler.
De resultes d'això, les potències estrangeres van declarar la guerra a la Xina, el govern de la qual va respondre proclamant les hostilitats. Fins a l'arribada de les forces militars enviades en la seva ajuda, el mateix personal diplomàtic hagué de defensar-se del setge dels bòxers només amb armes menors i un vell canó. Van dirigir la defensa el ministre britànic per a la Xina, Claude Maxwell MacDonald, i el coronel japonès Shiba Goro.
L'enfrontament va ser àmpliament seguit per la premsa internacional, que va descriure tota classe de barbaritats comeses contra els estrangers residents a la Xina, moltes d'elles enormement exagerades. Això va provocar un ampli sentiment antixinès als Estats Units, Europa i el Japó. No obstant això, els principals afectats van ser els cristians xinesos (dels quals la premsa no es va ocupar), que sense poder fugir enlloc van ser objecte de violacions, tortura i assassinats.
Malgrat els seus esforços, els bòxers no van assolir superar les defenses del recinte. L'agost, el setge de les ambaixades era aixecat per les tropes enviades per l'Aliança de les Vuit Nacions subscrita pels governs d'Alemanya, Àustria-Hongria, els Estats Units, França, Itàlia, el Japó, el Regne Unit i Rússia.

## Operacions de l'Aliança

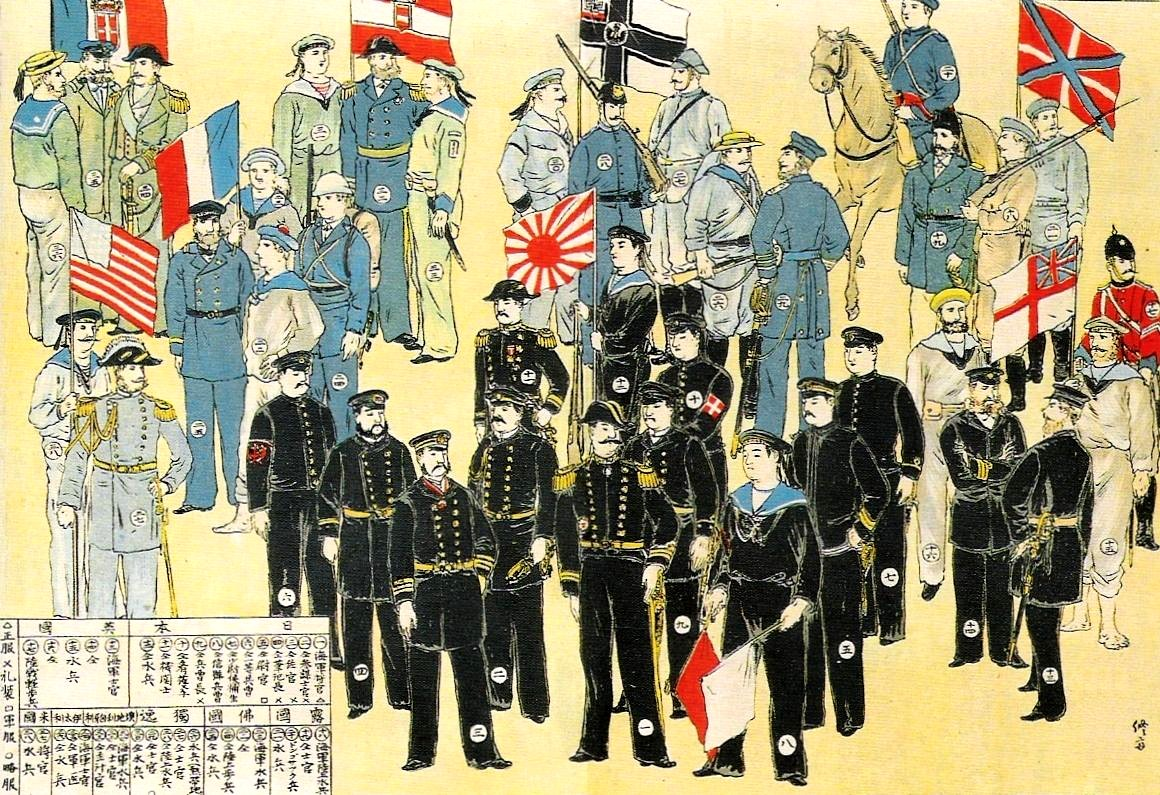
Representació de les tropes de la Aliança de les Vuit Nacions segons una impressió japonesa de 1900. Els soldats, que apareixen amb els uniformes i insígnies navals, corresponen (d'esquerra a dreta) a les marines d'Itàlia, els Estats Units, França, Àustria-Hongria, el Japó, Alemanya, Rússia i la Gran Bretanya

L'exèrcit de rescat dels aliats es componia d'uns 54.000 homes a les ordres del general britànic Alfred Gaselee, dels quals uns 5.000 eren xinesos contraris als bòxers, 20.840 japonesos, 13.150 russos, 12.020 britànics, 3.520 francesos, 3.420 nord-americans, 900 alemanys, 80 italians i 75 austrohongaresos. El juliol van desembarcar a prop de Tianjin i van assetjar a la ciutat, que va caure el dia 14. També van capturar els forts de Taku, situats a l'estuari del riu Hai He, i quatre destructors xinesos, on es va destacar el baró Roger Keyes.
Després d'assegurar la zona, l'exèrcit de Gaselee va partir cap a Pequín (a 120 km de distància) el 4 d'agost. La marxa va ser sorprenentment fàcil malgrat que en el recorregut es trobaven estacionats uns 70.000 soldats imperials i un nombre aproximat de rebels armats, que van preferir evitar els enfrontaments directes. Només es va produir un combat de certa importància a Yangcun, a uns 30 km de Tianjin. No obstant això, l'avanç de les tropes estrangeres va haver d'alentir-se a causa del mal temps, extremadament humit i amb temperatures de fins a 43 °C. L'exèrcit va entrar finalment a Pequín el 14 d'agost, on va aixecar el setge a les ambaixades i posteriorment va procedir a desplegar-se per la ciutat amb la finalitat d'ocupar-la, registrant-se nombrosos combats rondaires. La família imperial i la seva cort van abandonar llavors la Ciutat Prohibida i es van refugiar en Xi'an.

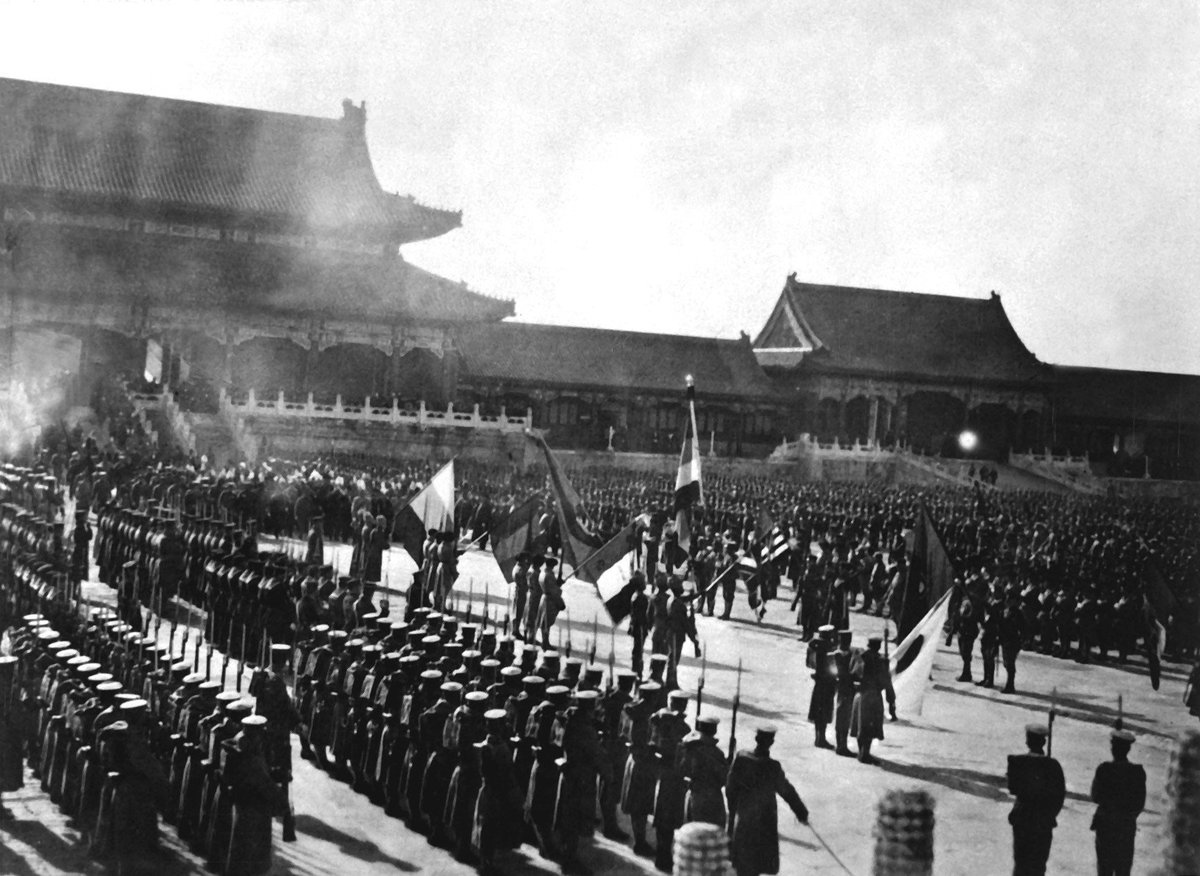
Tropes aliades a la Ciutat Prohibida

Després de l'ocupació, les tropes estrangeres es van lliurar al saqueig, la destrucció, els assassinats sumaris i les violacions. La mateixa Ciutat Prohibida i altres dependències imperials van ser saquejades, arribant a sacrificar-se els animals dels Jardins Imperials per a servir d'aliment als soldats (cosa que va significar entre altres coses, l'extinció del cérvol del Pare David a la Xina). La població va ser fortament reprimida per a evitar que s'aixequés novament contra els estrangers a pesar de la destrucció i robatori de les seves propietats. El tracte més dur va provenir dels 900 soldats alemanys, als quals el mateix Kaiser Guillem II havia exhortat el 27 de juliol a "fer que la paraula "alemany" sigui recordada a la Xina durant mil anys, de manera que cap xinès torni a atrevir-se si més no a mirar malament a un alemany", dintre d'un discurs en el qual invocava la memòria dels antics huns (raó per la qual els britànics es referirien als soldats alemanys com a "huns" durant la I Guerra Mundial). L'octubre, les tropes russes estacionades en la regió de l'Amur van travessar la frontera i van envair Manxúria, on també van actuar amb violència contra la població civil.
Les hostilitats van acabar finalment el 7 de setembre de 1901, quan la dinastia Qing va accedir a signar el Tractat de Xinchou, un nou tractat desigual amb els governs d'Alemanya, Àustria-Hongria, Bèlgica, França, els Estats Units, Espanya, la Gran Bretanya, Itàlia, el Japó, Països Baixos i Rússia.

## Conseqüències

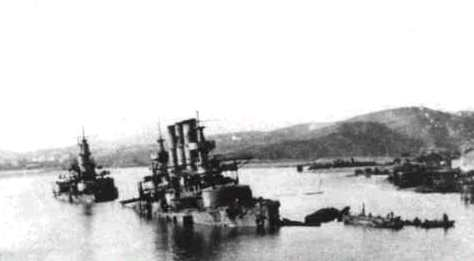
Vaixells russos enfonsats a Port Arthur (1905)

El tractat de pau establia el compromís del govern xinès d'executar 10 oficials implicats en la revolta, pagar 333 milions de dòlars als vencedors en concepte de reparacions de guerra al llarg de 40 anys, concedir encara més avantatges comercials als estrangers i permetre l'estacionament de tropes entre Pequín i el Mar Groc, amb la finalitat de garantir la seguretat de les ambaixades estrangeres a la capital.
La Xina no va perdre nous territoris aquest cop en gran part perquè els vencedors no van acabar de posar-se d'acord sobre els límits de les seves zones d'influència i/o annexió en el futur. En els anys següents l'aliança es va dissoldre i cadascun dels seus antics integrants va intentar imposar el seu propi pla per a la Xina. Les disputes entre Rússia i Japó pel domini de Manxúria i Corea van dur finalment a la Guerra russojaponesa de 1905, en la qual es van imposar els nipons. Amb aquesta victòria, Japó va augmentar encara més el prestigi internacional aconseguit en les guerres contra la Xina i va afermar la seva posició com a potència hegemònica a l'àrea, en detriment de Rússia. Amb la finalitat de contrarestar l'ascens japonès, els Estats Units i la Gran Bretanya van decidir més tard reduir el càstig imposat a la Xina, invertint gran part de les indemnitzacions de guerra en la concessió de beques a ciutadans xinesos i en la construcció d'universitats com la de Tsinghua. Els pagaments es reduirien o cancel·larien definitivament al llarg de l'dècada dels 30, abans del previst.
Per altra banda, la dinastia Qing va quedar desacreditada una vegada més a ulls de l'opinió pública, augmentant els suports a l'establiment d'una república. Cixi va tractar de frenar això abandonant la política conservadora que havia defensat fins llavors i realitzant múltiples reformes en els seus últims anys, arribant a prometre l'establiment d'un nou règim constitucional el 1916. La seva mort el 1908 va truncar aquests plans, i finalment la Xina es convertiria en una república després de la revolució de 1911. Com a commemoració de la seva participació en aquesta expedició, els soldats del 9º Cos d'Infanteria dels Estats Units van rebre el sobrenom de "manxús" i van afegir la figura d'un drac imperial al seu uniforme.

## Controvèrsia a la Xina actual
Existeix certa controvèrsia en la Xina actual sobre el que fou i van significar els disturbis de 1898-1901. Mentre que algunes fonts la consideren una "rebel·lió" o "desordre" (亂, mandarí luan), termes que posseïxen un sentit negatiu en xinès, uns altres consideren que va ser un moviment patriòtic en contra de les contínues ofenses estrangeres, pel que prefereixen el terme "aixecament" (起義, qiyi), de caràcter més positiu. L'actual govern comunista de la República Popular Xina es decanta per aquesta última opció i considera els successos com producte d'un "moviment patriòtic". El gener de 2006, el suplement setmanal Freezing Point, pertanyent al periòdic China Youth Daily, va ser clausurat per incloure un assaig de Yuan Weishi (professor d'Història de la Universitat de Zhongshan) en el qual es criticava el tractament que es donava en les escoles xineses a la rebel·lió bòxer i les relacions entre la Xina i els poders estrangers en general durant el segle xix. A causa d'aquesta idea imposada des del govern, són cada vegada menys els ciutadans xinesos que consideren aquest episodi com una rebel·lió.

## Els bòxers en la ficció
La revolta dels bòxers ha estat duta dos cops al cinema: la primera fou la pel·lícula 55 dies a Pequín (1963), realitzada des del punt de vista occidental per Nicholas Ray i protagonitzada per Charlton Heston i Ava Gardner, i que descriu l'episodi anomenat incident bòxer; el segon film, Pa kuo lien chun (1975), del hongkonguès Chang Cheh, pren els bòxers com a protagonistes.
L'aixecament serveix així mateix de marc o referència a produccions de diferents mitjans, entre els quals s'inclouen els següents: 
- El primer capítol del llibre El meu segle de l'escriptor alemany Günter Grass consisteix en un comentari irònic sobre l'ocupació de Pequín des del punt de vista d'un soldat alemany.
- En la pel·lícula Once Upon a Time in China (1991), Jet Li interpreta al mestre d'arts marcials Wong Fei Hung (1847-1924), que es va veure immers en els disturbis de finals del s. XIX.
- Shanghai Knights (2003), seqüela de Shanghai Noon (2000), s'ambienta vagament en aquesta època i inclou a un cap bòxer com a dolent principal. No obstant això, inclou nombrosos anacronismes i l'argument principal s'allunya de la realitat històrica.
- En un episodi de la sèrie de televisió Buffy the Vampire Slayer, es diu que Spike, un dels seus personatges, va matar la seva primera víctima durant la rebel·lió dels bòxers.
- La novel·la Moment in Peking, de Lin Yutang, inicia la seva narració durant la rebel·lió dels bòxers, contant-la des del punt de vista d'un nen.
- Los impostores, novel·la del colombià Santiago Gamboa, conta la història d'una secta bòxer reconstituïda en l'actualitat que tracta de recuperar un valuós manuscrit en poder de l'Església Catòlica.
- La novel·la The Palace of Heavenly Pleasure, de l'escriptor Adam Williams, nascut a Hong Kong i descendent d'una família anglesa assentada a la Xina des del segle xix, està ambientada durant la revolta bòxer i se centra en els fets ocorreguts en la ciutat de Shishan.